# Holštajnsko govedo
Holštajnsko govedo (tudi črno-bela pasma, holstein, holštajn ali holstein-frizijska) je izrazito mlečna pasma goveda. Živali imajo veliko konzumacijsko sposobnostjo za voluminozno krmo, kar omogoča gospodarno prirejo mleka. Kljub imenu so živali lahko tudi rdeče z belimi lisami, tako barvno različico imenujejo tudi rdeči holstein.

## Proizvodne lastnosti
- mlečnost nad 10000 kg
- maščobe nad 4,2 %
- beljakovin nad 3,6 %
- telesna masa 700 kg
- višina vihra 140 - 150 cm

## Pomembne lastnosti za selekcijo
- zdrave in prilagodljive živali
- velika odpornost proti boleznim
- zdravo vime
- majhno število somatskih celic
- dolga življenjska doba
- dobra plodnost
- lahke telitve
- primeren iztok mleka
- velika zmogljivost rasti[1]

## DUMPS
Pomanjkanje encima uridin monofosfat sintaze (DUMPS - angl. Deficiency of uridine monophosphate synthase) je genetska bolezen pri črno beli pasmi. UMPS je encim, ki katalizira nastanek uridin monofosfata (UMP), molekule, ki prenaša energijo po številnih pomembnih biosintetskih poteh.
UMPS je dikatalitični encim in ima dve glavni aktivni mesti, ki katalizirata zadnja koraka biosinteze UMP. V prvem koraku se molekuli OMP (orotidin-5’-monofosfat) doda riboza-P, v drugem pa se OMP dekarboksilira v UMP. Mutacija gena, ki kodira UMPS se pojavlja pri pasmah holstajn in rdeči holstajn, povzroči pogin že v embrionalnem razvoju, po navadi v 40. dnevu brejosti (abortus). Mutacija je nukleotidna zamenjava (SNP - angl. single nucleotid polymorphism) na 405. kodonu, zaradi česar nastane prezgodnji stop kodon. Nedelujoč encim povzroči nalaganje orotične kisline v telesu organizma.
Napačno delovanje UMPS pri ljudeh se lahko izrazi kot metabolna motnja - orotična aciduria.

## Odsotnost sposobnosti obrambe levkocitov - LAD
LAD je okrajšava za »Leukocyte Adhesion Deficiency« in pomeni odsotnost sposobnosti obrambe levkocitov, ki jo poznamo pri normalnih živalih. Je avtosomalna recesivna bolezen. Heterozigoti za to bolezen so prenašalci okvarjenega gena in ne kažejo znakov obolenj. Homozigoti pa so okuženi in zbolijo. Zanje so značilne ponavljajoče se bakterijske okužbe in zgodnja smrtnost, že pred spolno zrelostjo, največkrat že v prvem letu starosti.
Prepoznani sta bili dve točkovni mutaciji znotraj kodirajočega gena CD18 pri holštajnski pasmi. Mutacija na poziciji 775 je tiha mutacija in ne spremeni normalne aminokislinske sekvence. Druga mutacija je tranzicija G→A na nukleotidni poziciji 383 (G383A) na genu CD18, ki kodira adhezijsko molekulo na površini nevtrofilov, β2 integrin. Mutacija vpliva na spremembo aminokislinskega zaporedja (aspartat → glicin) na kodonu 128 (D128G).
Za detekcijo nosilcev D128G mutacije sta opisani dve metodi, ki temeljita na restrikcijski analizi. S prvo metodo pomnožimo 58 bp dolg odsek, z drugo pa nekoliko daljši odsek (343 bp). Pri obeh metodah sledi restrikcija ali z encimom TaqI (reže DNK, ki ne vsebuje mutacije povezane z LAD sindromom) ali z encimom HaeIII (reže DNK, ki vsebuje mutacijo povezano z LAD sindromom).